# Tarnawiec
Tarnawiec (bis 11. März 1939 deutsch Dornbach) ist eine Ortschaft mit einem Schulzenamt der Gemeinde Kuryłówka im Powiat Leżajski der Woiwodschaft Karpatenvorland in Polen.

## Geographie
Der Ort liegt zwischen den Flüssen San und Złota.

## Geschichte

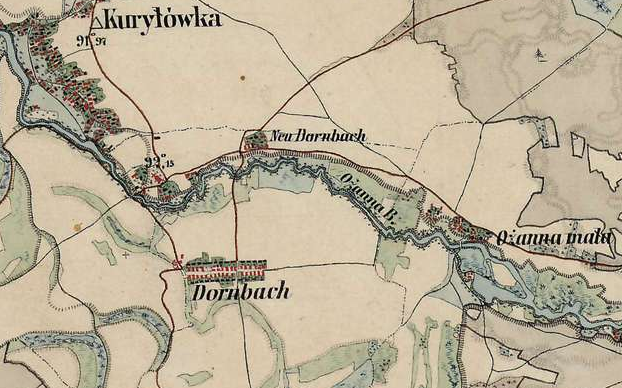
Dornbach auf der Franziszeischen Landesaufnahme um die Mitte des 19. Jahrhunderts

Der Ort wurde im frühen 17. Jahrhundert als ein Weiler vor Kuryłówka erstmals urkundlich erwähnt.
Bei der Ersten Teilung Polens kamen die Kammergüter der Stadt Leżajsk 1772 zum neuen Königreich Galizien und Lodomerien des habsburgischen Kaiserreichs (ab 1804).
Im Jahre 1786 wurden im Zuge der Josephinischen Kolonisation deutsche Kolonisten katholischer Konfession angesiedelt. Die Kolonie wurde Dornbach genannt. Im Jahre 1812 wurde eine römisch-katholische Pfarrei errichtet. Bis Ende des 19. Jahrhunderts wurden die Nachgeborenen der Kolonisten polonisiert. Im Jahre 1900 hatte die Gemeinde Dornbach 44 Häuser mit 254 Einwohnern, davon waren 204 Polnischsprachige, 33 Deutschsprachige, 14 Ruthenischsprachige, 224 römisch-katholische, 11 griechisch-katholische, 19 jüdischer Religion.
1918, nach dem Ende des Ersten Weltkriegs und dem Zusammenbruch der k.u.k. Monarchie, kam Dornbach zu Polen.
Im Jahre 1921 hatte die Gemeinde Dornbach 32 Häuser mit 275 Einwohnern, davon waren 256 Polen, 16 Ruthenen, 3 Deutsche, 241 römisch-katholisch, 27 griechisch-katholisch, 1 anderer Christ, 1 jüdischer Religion.
Im Zweiten Weltkrieg gehörte es zum Generalgouvernement.
Von 1975 bis 1998 gehörte Tarnawiec zur Woiwodschaft Rzeszów.

## Persönlichkeiten
- Alfred Wojciech Hausner (1887–1953), Chefrevisor der polnischen Armee.